# Corrent heliosfèric difús

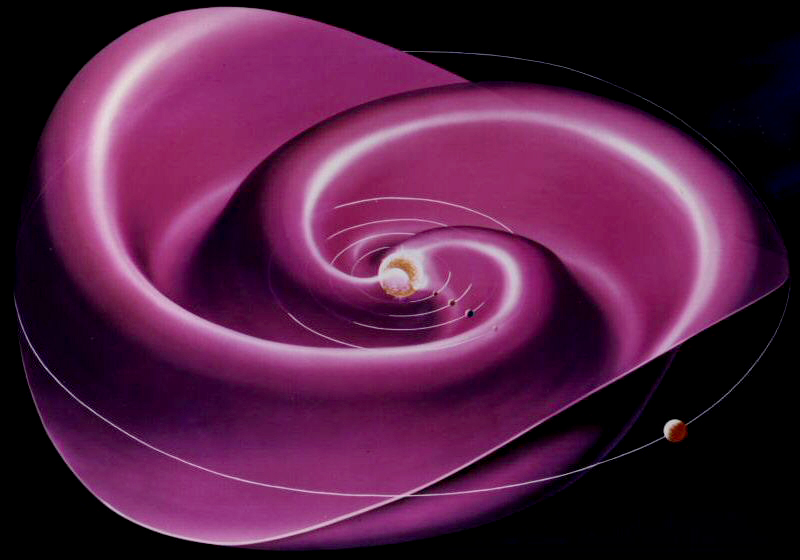
Corrent heliosfèric difús

El corrent heliosfèric difús (sigles HCS en anglès) és la superfície dins el sistema solar on la polaritat del camp magnètic solar canvia des nord a sud. Aquest camp s'estén a través del pla equatorial solar en l'heliosfera. La forma del corrent heliosfèric és el resultat de la influència del camp magnètic en rotació del sol en el plasma en el medi interplanetari (vent solar). Un petit flux de corrent elèctric flueix en el corrent heliosfèric difús, a 10−10 A/m². El gruix del corrent és d'uns 10.000 km. El camp magnètic subjacent s'anomena camp magnètic interplanetari i el corrent elèctric resultant forma part del circuit de corrent heliosfèric. El corrent heliosfèric difús també s'anomena corrent interplanetari difús.
El corrent heliosfèric difús fou descobert per John M. Wilcox i Norman F. Ness el 1965. Hannes Alfvén i Per Carlqvist especulen amb l'existènica d'un corrent galàctic difús, una contrapartida al corrent heliosfèric difús, amb un corrent galàctic estimat de 1017 a 1019 amperes, que fluiria en el pla de simetria de la galàxia.

## Forma de faldilla de ballarina

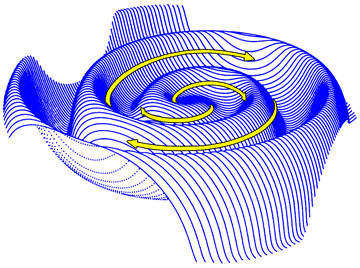
Espiral de Parker

En girar el Sol, el seu camp magnètic es torça formant una espiral de Parker, una forma d'espiral d'Arquímedes, que rep el nom en honor del seu descobridor Eugene Parker. El camp magnètic de l'espiral de Parker fou dividit en dos por un corrent difús, Schatten desenvolupà un primer model matemàtic a principis dels anys 70. Mentre el corrent magnètic en espiral canvia la polaritat, es distorsiona en forma d'espiral ondulant i pren l'aspecte d'una faldilla de ballarina.

## Camp magnètic
El corrent heliosfèric difús rota juntament amb el Sol cada 27 dies, durant aquest temps les parts superiors i inferiors de la faldilla passen a través de la magnetosfera terrestre, interaccionant-hi. Prop de la superfície solar, el camp magnètic produït pel corrent elèctric radial és de l'ordre de 5×10−6 T.
El camp magnètic en la superfície del Sol és d'uns 10−4 tesla. Si la forma del camp fou un dipol magnètic, la força disminuiria amb el cub de la distància, resultant en uns 10−11 tesla en l'òrbita terrestre. El corrent heliosfèric difús resulta ser un multipol, ja que el camp magnètic a la Terra a causa del Sol és 100 vegades més gran.

## Corrent elèctric
El corrent elèctric en el corrent heliosfèric difús té un component tant radial (dirigit cap a l'interior) com un component azimutal, essent el circuit radial tancat cap en fora per corrents alineats amb del camp magnètic solar en les regions polars del Sol. El corrent radia del circuit és de d'uns 3×10⁹ amperes., mentre altres corrents elèctrics astrofísics, els corrents de Birkeland que mantenen les aurores de la terra són al voltant d'un miler de vegades més febles a un milió d'amperes. La densitat màxima del corrent és d'uns 10−10 A/m² (10−4 A/km²).